# هالنبرگ
شهر هالنبرگدر ایالت نوردراین-وستفالن در کشور آلمان واقع شده‌است.

## نگارخانه

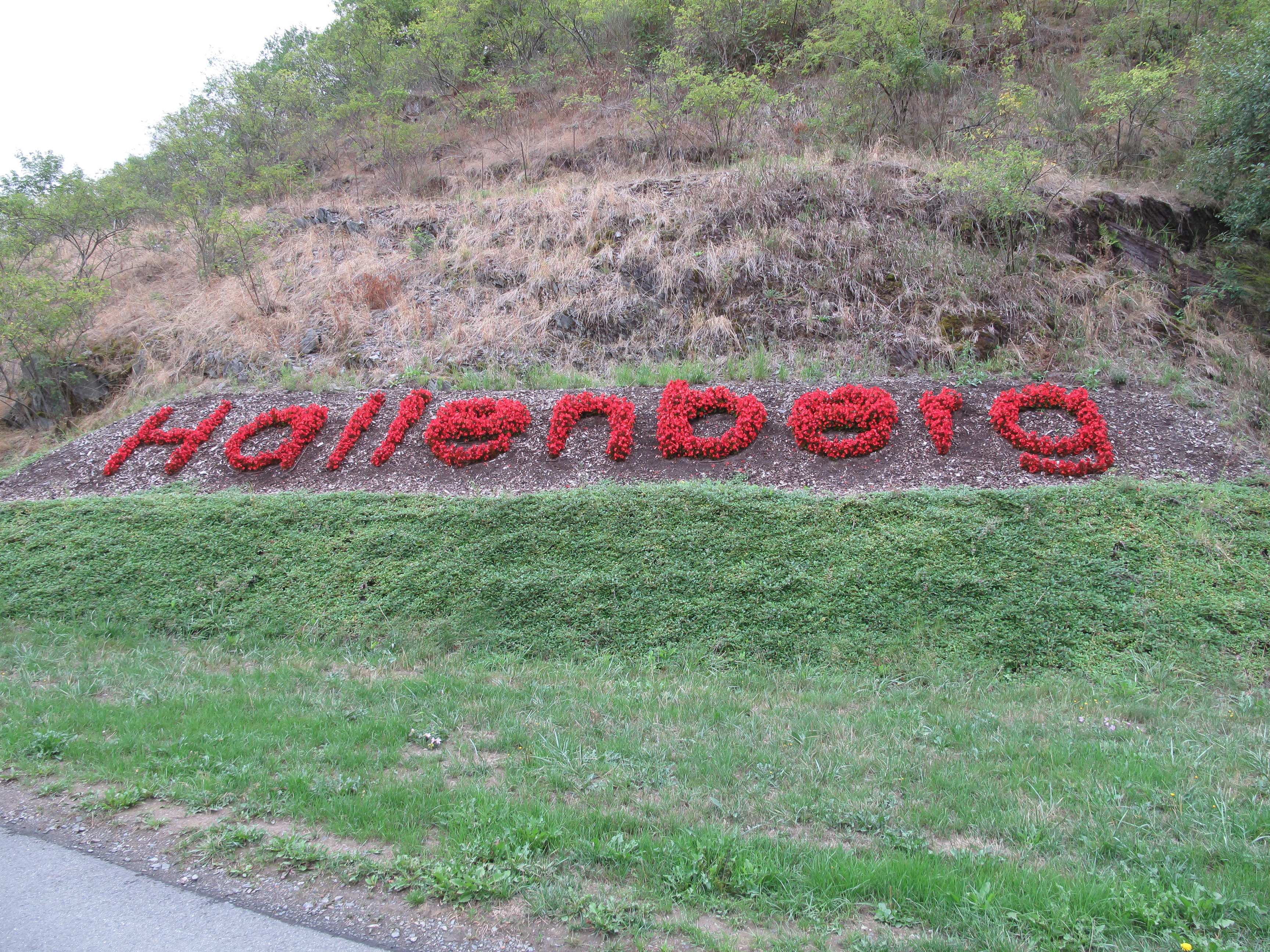
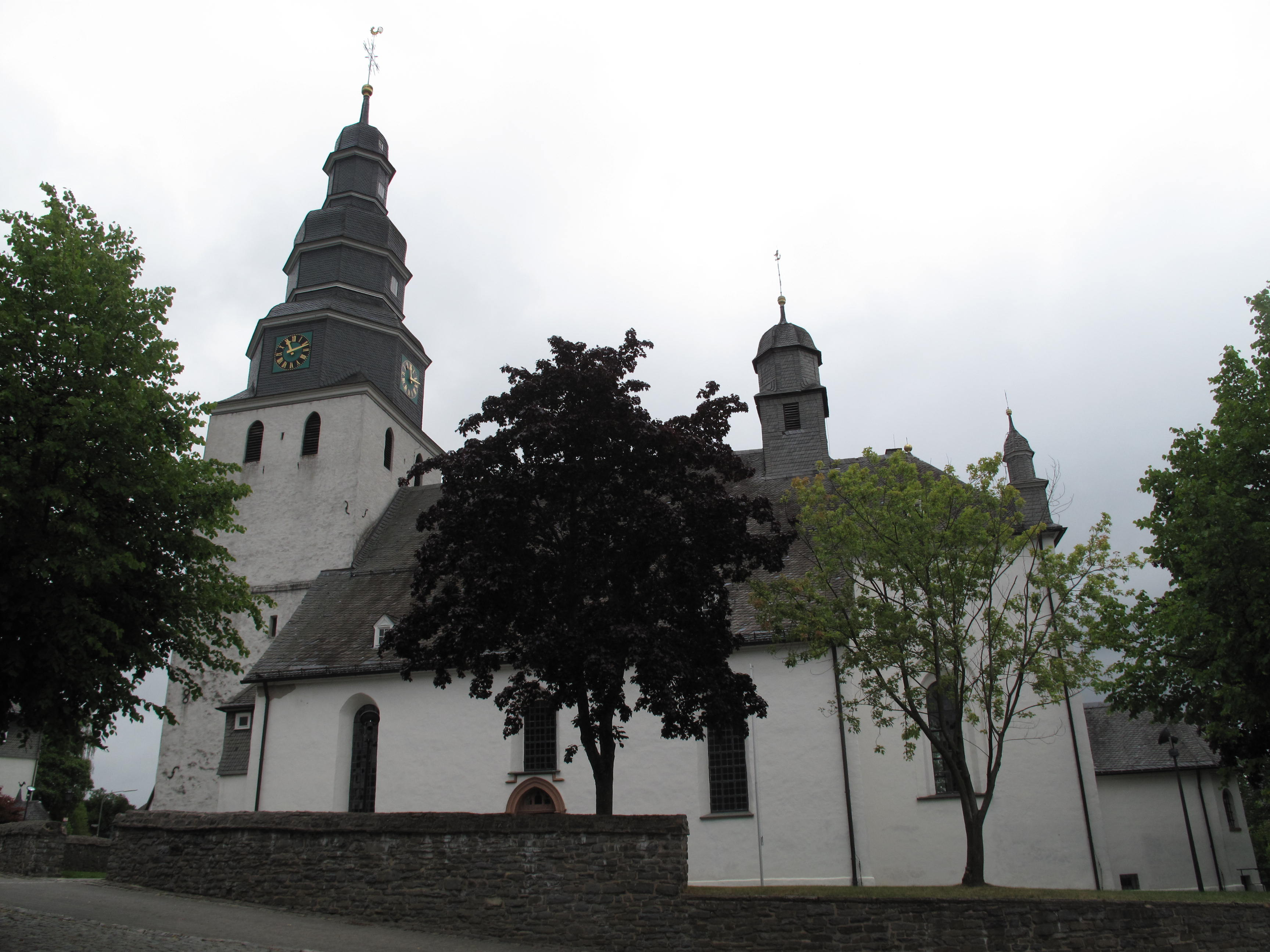
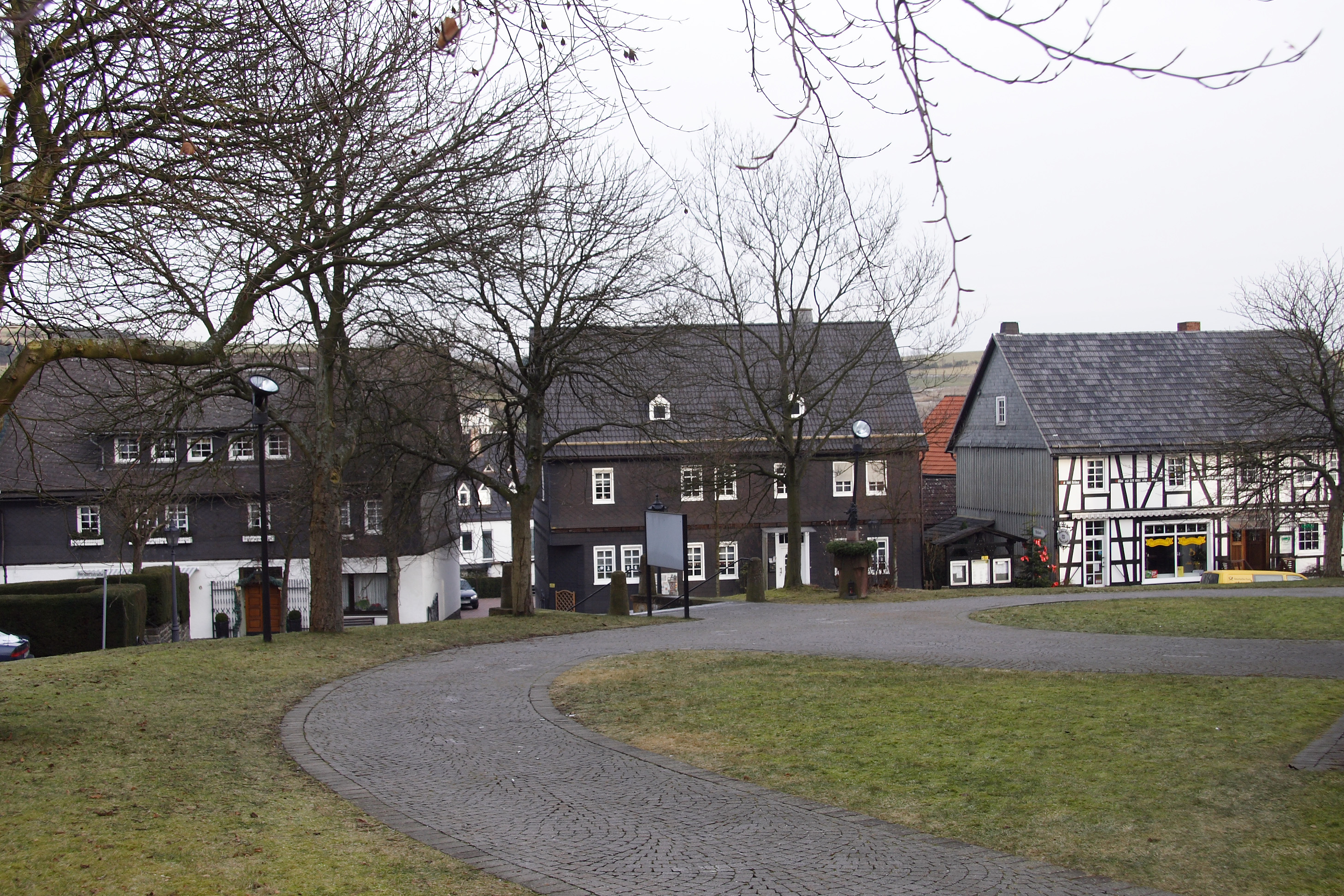